# Asian Mist
Con il termine Asian mist si indica una tecnica sleale utilizzata nel wrestling, consistente nello sputare un liquido colorato in faccia all'avversario durante un match. Dopo l'esecuzione di tale manovra, l'avversario (nella finzione) si troverà momentaneamente accecato ed impossibilitato a difendersi causa il forte dolore agli occhi provocatogli dalla sostanza. L'Asian mist, utilizzata principalmente nel wrestling giapponese, può essere di vari colori, ma i più comuni sono il verde e il rosso. In rare occasioni, qualche wrestler ha utilizzato anche sostanze infiammabili (per esempio l'alcol).
Questa particolare tecnica ebbe origine in Giappone dove è conosciuta come "dokugiri", o "Poison Fog". I lottatori mettono in pratica questa manovra utilizzando una piccola capsula di plastica o lattice, che si rompe quando viene morsicata rilasciando il liquido in bocca. Quando l'arbitro è distratto, il wrestler sputa in faccia la sostanza all'avversario di turno. In altre occasioni, il wrestler non tenta di nascondere la sostanza, bevendo direttamente da recipienti di vario genere, quando la propria gimmick glielo permette.
Solitamente, il liquido consiste in acqua trattata con coloranti alimentari o con un preparato in polvere per bibite alla frutta.
Alcuni wrestler celebri che hanno fatto uso di questa tecnica sono stati The Great Kabuki, che ne viene considerato l'ideatore, Killer Khan, Keiji Muto/ The Great Muta, Tajiri e Asuka.

## Tipologie
- Green Mist
  - La più comune, di colore verde, viene usata per accecare gli avversari.

- Red Mist
  - Questa varietà rossa, oltre che offuscare la visione, causa anche forte bruciore agli occhi.

- Black Mist
  - Varietà ancora più potente che dovrebbe accecare l'avversario per un periodo di tempo più lungo.

- Blue Mist
  - Varietà blu, usata come narcotico per far addormentare l'avversario.

- Yellow Mist
  - Di colore giallo, viene usata per "paralizzare" l'avversario.

- Poison Mist
  - Varietà che si suppone debba anche "avvelenare" l'avversario.